# كأس هولندا السياحية 1955
كأس هولندا السياحية 1955 هو سباق دراجات نارية أقيم بتاريخ 16 يوليو 1955 في حلبة أسن تي تي. كان الجولة السادسة من أصل 8 في سباق الجائزة الكبرى للدراجات النارية موسم 1955. فاز البريطاني جيف دوك بفئة 500 سي سي بينما جاء ريج آرمسترونغ في المركز الثاني وحصل على المركز الثالث الإيطالي أمبرتو ماسيتي.

## وصلات خارجية
- الموقع الرسمي